# Provincial
Provincial es el superior de los religiosos de una provincia. 
Las órdenes religiosas cuyos establecimientos se extendían y multiplicaban empezaron por el siglo XIII a dividirse en provincias a las que dieron el nombre de un santo que tomaron por patrón o el que llevaba la provincia civil o eclesiástica. De aquí provino llamar provincial al superior de los demás superiores de los monasterios que formaban una de esas provincias. Este provincial tiene mayor o menor autoridad según las disposiciones particulares de los estatutos y reglas de cada orden lo que no permite establecer sobre este punto reglas generales relativas a la elección, estado y funciones de estos superiores.